# Мальме-Зюд — Свогерторп (станція)
55°32′50″ пн. ш. 12°59′26″ сх. д. / 55.547138888889° пн. ш. 12.990694444444° сх. д.
Мальме-Зюд — Свогерторп (швед. Svågertorp Station, Malmö syd) — залізнична станція на півдні Мальме, Швеція. 
Обслуговується Pågatågen між Гельсінгборгом і Треллеборгом.
Поруч зі станцією є великий торговий центр — найбільший магазин IKEA площею 44 000 м².

## Історія
Відкрита в 2000 році по відкриттю нової залізниці та Ересуннського мосту між Данією та Швецією, ця станція раніше обслуговувалась потягами Øresundståg. 
З моменту відкриття міського тунелю ця служба не обслуговує станцію.  Раніше це була єдина станція на шляху від Мальме-Центральне до станції Аеропорт Копенгаген-Каструп. 
Через близькість до аеропорту Копенгагена деякі авіакомпанії мали засоби самообслуговування на цій станції.
Починаючи з 2021 року, нічний потяг оператора Snälltåget, що прямує на північ з Берлін-Головний через Гамбург-Головний, Мальме-Центральне до Стокгольм-Центральний, зупиняється на станції Свогерторп для перевірки шведської прикордонної поліції, але без перевірки пасажирів. 